# Hemiauchenia macrocephala
Hemiauchenia macrocephala es una especie de mamífero artiodáctilo extinto integrante del género Hemiauchenia. Este camélido estuvo ampliamente distribuido en América del Norte y Central.

## Taxonomía
Esta especie fue descrita originalmente en el año 1893 por el paleontólogo, anatomista comparativo, herpetólogo e ictiólogo estadounidense Edward Drinker Cope.
Holotipo
El holotipo designado es el catalogado como: UT 18621; consta de un fragmento dentario derecho con P4 - M3
colectado en Rock Creek, Texas.
Etimología
Etimológicamente, el término específico macrocephala refiere al gran tamaño de su cráneo, comparado con los de Lama.
Edad atribuida
La edad postulada para los estratos portadores es Plioceno final a Pleistoceno final o tardío.
Caracterización y relaciones filogenéticas
Hemiauchenia macrocephala es similar a H. blancoensis, se la distingue por su tamaño menor, dientes molares más hipsodontes, P4 más largo, presencia de P1 y P1, estilos vestibulares y estilidos linguales menores y proto y parastilidos un poco mayores que los demás Lamini de Norteamérica.
Como las restantes Hemiauchenia, posee tamaño grande con respecto a Lama, rostro dolicognato, metacarpo más largo que el húmero, huesos de los miembros alargados y gráciles (índice de gracilidad de los metapodiales inferior a 0,13).